# Distrito de Beroun
El distrito de Beroun es uno de los doce distritos que forman la región de Bohemia Central, República Checa, con una población estimada a principio del año 2018 de 92 353 habitantes. Se encuentra ubicado en el centro-oeste del país, cerca de Praga, la capital del país. Su capital es la ciudad de Beroun.

## Localidades (población año 2018)
- Bavoryně 328
- Beroun 19 439
- Běštín 321
- Březová 319
- Broumy 952
- Bubovice 518
- Bykoš 224
- Bzová 440
- Cerhovice 1,179
- Chaloupky 515
- Chlustina241
- Chodouň 661
- Chrustenice 969
- Chyňava 1809
- Drozdov 767
- Felbabka 282
- Hlásná Třebaň 1038
- Hořovice 6826
- Hostomice 1783
- Hředle 387
- Hudlice 1239
- Hvozdec 250
- Hýskov 1806
- Jivina 187
- Karlštejn 830
- Komárov 2406
- Koněprusy 245
- Korno 110
- Kotopeky 307
- Králův Dvůr 8887
- Kublov 666
- Lážovice 108
- Lhotka 331
- Libomyšl 561
- Liteň 1162
- Lochovice 1183
- Loděnice 1936
- Lužce 124
- Malá Víska 93
- Málkov 114
- Měňany 306
- Mezouň 579
- Mořina 842
- Mořinka 152
- Nenačovice 265
- Nesvačily 160
- Neumětely 572
- Nižbor 2049
- Nový Jáchymov 677
- Olešná 412
- Osek 781
- Osov 339
- Otmíče 183
- Otročiněves 516
- Podbrdy 210
- Podluhy 665
- Praskolesy 896
- Rpety 505
- Skřipel 116
- Skuhrov 522
- Srbsko 538
- Stašov 454
- Suchomasty 469
- Svatá 515
- Svatý Jan pod Skalou 173
- Svinaře 753
- Tetín 868
- Tlustice 1022
- Tmaň 1163
- Točník 232
- Trubín 451
- Trubská 192
- Újezd 641
- Velký Chlumec 410
- Vinařice 102
- Vižina 269
- Vráž 1179
- Všeradice 438
- Vysoký Újezd 770
- Zadní Třebaň 870
- Zaječov 1434
- Záluží 519
- Zdice 4162
- Žebrák 2165
- Železná 274